# Tynwald

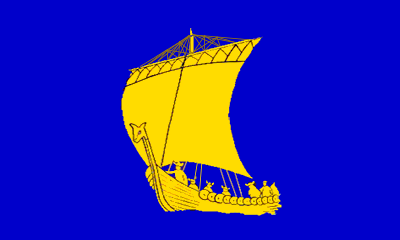
Flagge des Tynwald

Der Tynwald (Manx: Tinvaal, von altnordisch thing + völlr „Versammlungsfeld“), offizielle Bezeichnung High Court of Tynwald (Manx: Ard-whaiyl Tinvaal) ist das Zweikammern-Parlament der Isle of Man. Im Jahr 1979 feierte das Volk der Manx das Jahrtausend seines Parlaments. Das Jahr wurde willkürlich ausgewählt. Es gibt keine Anhaltspunkte dafür, dass eine solche Versammlung im Jahr 979 stattfand.
Der Tynwald besteht heute aus zwei Kammern, dem Oberhaus (Legislative Council, Yn Choonceil Slattyssagh) mit elf Mitgliedern, davon zwei von Amts wegen, und dem Unterhaus (House of Keys, Yn Kiare as Feed) mit 24 gewählten Abgeordneten.

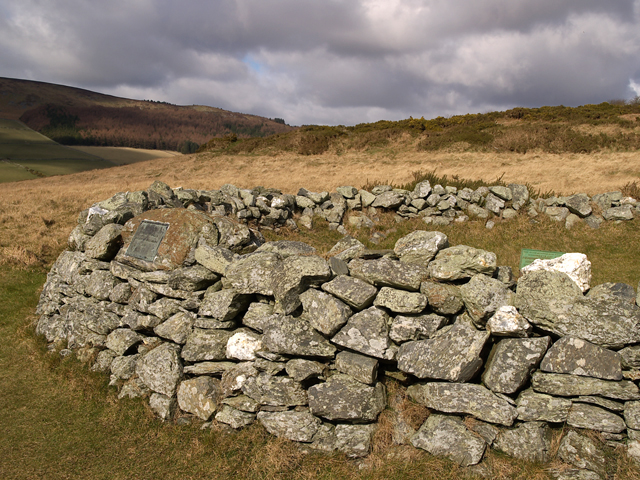
Old Tynwald

## Old Tynwald
Old Tynwald liegt in der Nähe eines Hügels in Killabane (Keeil Abban), neben dem Millennium Way. Der Ort wurde früher aufgesucht, um die neuen Gesetze der Insel zu verkünden, traditionell am Mittsommertag.